# Nicolae Paulescu
Nicolae Constantin Paulescu (pronunciació en romanès: [nikoˈla.e pa.uˈlesku] ; 30 d'octubre de 1869 (OS) - 17 de juliol de 1931) va ser un fisiòleg, professor de medicina i polític romanès, conegut especialment per la seva tasca sobre la diabetis, inclosa la patent de pancreïna (un extracte pancreàtic que conté insulina).
La "pancreïna" era un extracte de pàncrees boví en aigua salada, després del qual es van eliminar algunes impureses amb àcid clorhídric i hidròxid de sodi. Paulescu també va ser, amb AC Cuza, cofundador de la Unió Nacional Cristiana i més tard, de la Lliga de Defensa Nacional-Cristiana a Romania. També va ser un membre destacat de la Guàrdia de Ferro.

## Primera vida i educació

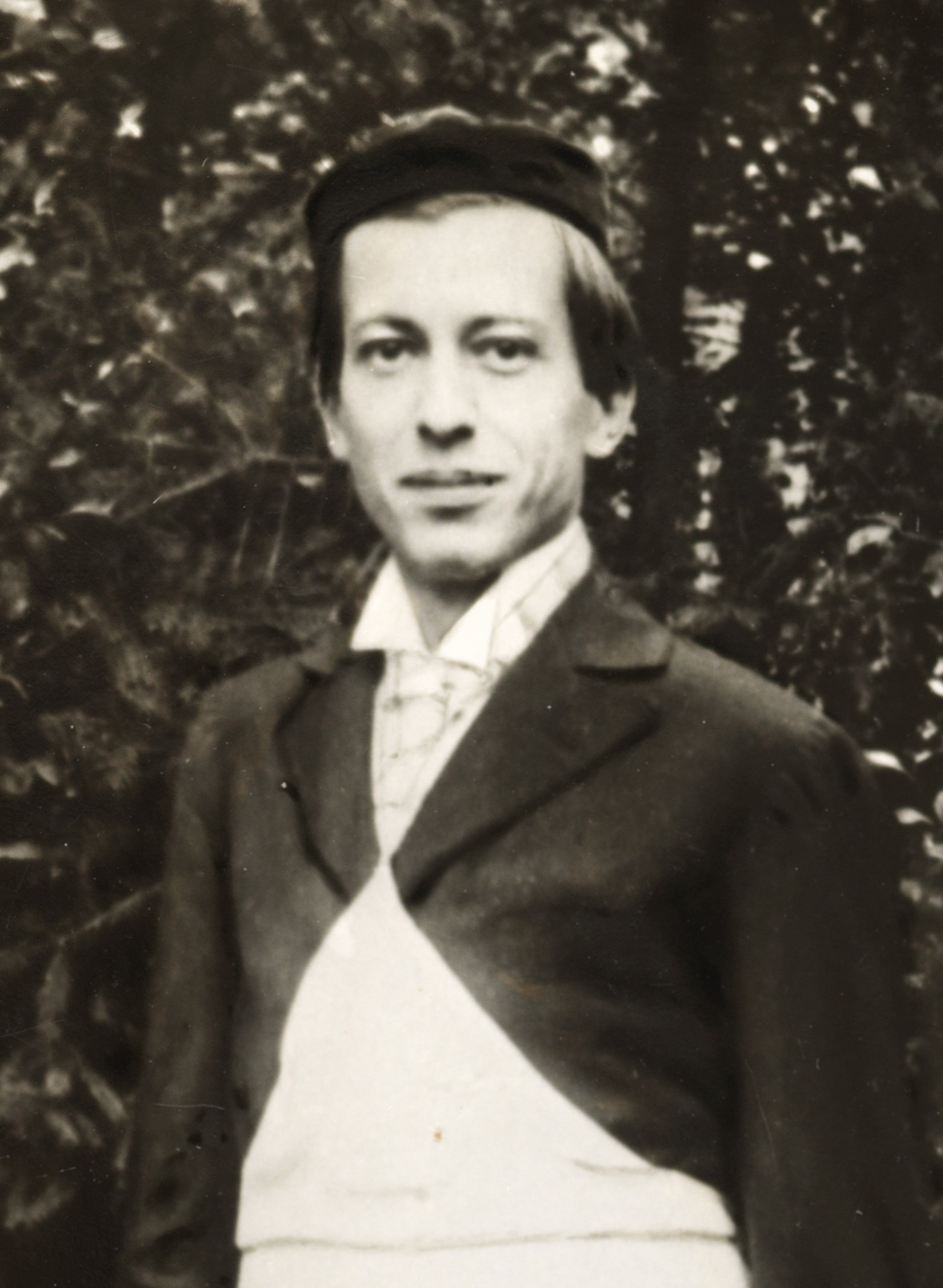
Nicolae Paulescu a París el 1897

Va néixer a Bucarest i va ser el primer dels quatre fills de Costache i Maria Paulescu. Va mostrar habilitats notables des dels seus primers anys escolars. Va aprendre francès, llatí i grec antic a una edat primerenca, de manera que uns anys més tard va dominar totes aquestes llengües i va poder llegir obres clàssiques de la literatura llatina i grega en l'original. També tenia un do particular pel dibuix i la música i unes inclinacions especials cap a les ciències naturals, com la física i la química. Es va graduar a l'escola secundària Mihai Viteazul de Bucarest el 1888.

## Carrera
Després de rebre el seu doctorat, Paulescu va ser nomenat immediatament cirurgià adjunt a l' Hospital Notre-Dame du Perpétuel-Secours de París. El 1900, Paulescu va tornar a Romania, on va romandre fins a la seva mort (1931) com a Cap del Departament de Fisiologia de la Facultat de Medicina de la Universitat de Bucarest, així com professor de Medicina Clínica a l'Hospital St. Vincent de Paul de Bucarest.

### Treballar la insulina
El 1916, va aconseguir desenvolupar un extracte pancreàtic aquós que, quan s'injectava a un gos diabètic, va demostrar tenir un efecte normalitzador dels nivells de sucre en sang. Poc després de completar els experiments, va ser cridat al servei de l'exèrcit romanès. Després de la Primera Guerra Mundial, va reprendre les seves investigacions.
Del 24 d'abril al 23 de juny de 1921, Paulescu va publicar quatre articles a la Secció Romanesa de la Societat de Biologia de París:
- L'efecte de l'extracte pancreàtic injectat en un animal diabètic a través de la sang.
- La influència del temps transcorregut des de la injecció pancreàtica intravenosa en un animal diabètic.
- L'efecte de l'extracte pancreàtic injectat a un animal normal a través de la sang.

El 22 de juny Paulescu va presentar un extens article sobre aquest tema, "Recerca sobre el paper del pàncrees en l'assimilació dels aliments", als Archives Internationales de Physiologie de Lieja, Bèlgica, i es va publicar al número d'agost de 1921 d'aquesta revista. El mètode utilitzat per Paulescu per preparar el seu extracte pancreàtic era semblant a un procediment descrit per l'investigador nord-americà Israel S. Kleiner en un article publicat el 1919 al Journal of Biological Chemistry. Mitjançant el seu procediment, Kleiner havia pogut demostrar reduccions significatives de la concentració de glucosa en sang i urinària després de les injeccions intravenoses del seu extracte. Paulescu va obtenir els drets de patent per al seu mètode de fabricació de pancreïna el 10 d'abril de 1922 (patent núm. 6254) del Ministeri d'Indústria i Comerç de Romania.

## Controvèrsia del premi Nobel
El febrer de 1922, el doctor Frederick Grant Banting i el bioquímic John James Rickard Macleod de la Universitat de Toronto, Canadà, van publicar el seu article sobre l'ús reeixit d'un extracte pancreàtic diferent a base d'alcohol per normalitzar els nivells de sucre en sang (glucosa) (glucèmia) en un pacient humà. Un intent infructuós s'havia fet l'11 de gener de 1922 i una administració reeixida va seguir el 25 de gener de 1922. L'equip de Toronto es va sentir confiat en la puresa de la seva insulina i la va injectar per via intravenosa al pacient, netejant la seva glicosúria i la cetonúria i restaurant el sucre en sang normal.
Els articles de Paulescu de 1921 esmentaven que l'extracte causava efectes secundaris tòxics als gossos, que el feien inutilitzable en humans ("qui la rendent inapplicable dans la pratique médicale"). Per tant, quan va provar el seu extracte pancreàtic en humans el 25 de febrer de 1922, va administrar l'extracte per via rectal. Els pacients semblaven mostrar una certa reducció de la glicosúria. Aquest aparent èxit el va animar a injectar el seu extracte per via intravenosa a un pacient diabètic el 24 de març, després de la qual cosa sembla que el sucre en sang del pacient va baixar a zero (".000", "véritable AGLYCÉMIE"). Un nivell de sucre en sang de zero hauria d'haver posat el pacient en coma diabètic, però no va fer esment d'aquest efecte en cap dels seus articles. En canvi, l'equip de Toronto sabia des de feia diversos mesos que els gossos podien entrar en coma diabètic per una sobredosi d'insulina, de manera que van preparar suc de taronja i dolços per als assaigs clínics.
Després que Banting i Macleod fossin guardonats amb el Premi Nobel de Fisiologia o Medicina de 1923, Nicolae Paulescu va escriure al comitè del Premi Nobel afirmant que havia descobert la insulina primer. Tanmateix, les seves reivindicacions de prioritat no es poden sostenir. Paulescu va preparar l'extracte pancreàtic el 1916 i el va provar en gossos, però Israel Kleiner va provar l'extracte pancreàtic en gossos el 1915, igual que George Ludwig Zuelzer el 1906. Zuelzer també va escriure al comitè del Premi Nobel afirmant la prioritat. Tots aquests intents anteriors havien produït extractes pancreàtics que causaven efectes secundaris en gossos o humans. L'equip de Toronto havia notat els mateixos efectes secundaris amb els seus extractes anteriors, però van continuar treballant en el problema fins que van purificar la insulina.

El professor Ian Murray va ser especialment actiu treballant per corregir "el mal històric" contra Paulescu. Murray va ser professor de fisiologia a l'Anderson College of Medicine de Glasgow, Escòcia, cap del departament de Malalties Metabòliques d'un important hospital de Glasgow, vicepresident de l'Associació Britànica de Diabetis i membre fundador de l'Federació International de Diabetis. En un article per a un número de 1971 del Journal of the History of Medicine and Allied Sciences, Murray va escriure:
"S'ha donat un reconeixement insuficient a Paulesco, el distingit científic romanès, que en el moment en què l'equip de Toronto començava les seves investigacions ja havia aconseguit extreure l'hormona antidiabètica del pàncrees i demostrar la seva eficàcia per reduir la hiperglucèmia en gossos diabètics".
"En una recent comunicació privada, el professor Tiselius, cap de l'Institut Nobel, ha expressat la seva opinió personal que Paulesco era igualment digne del premi el 1923."

## Antisemitisme
Paulescu ha estat criticat per la seva activitat política centrada en opinions antisemites, que també van trobar la seva expressió en articles com El complot judeo-maçònic contra la nació romanesa (expressat en el seu llibre, Fisiologia filosòfica: l'hospital, l'Alcorà, el Talmud, el Kahal i la maçoneria):
Els romanesos ens enfrontem a una pregunta capital: què farem amb aquests convidats no convidats que de sobte s'instal·len en aquest país, o millor dit, amb aquests malvats paràsits que són alhora lladres i assassins? Podem exterminar-los de la mateixa manera que, per exemple, es maten les xinxes? Aquesta seria la manera més senzilla i manejable de desfer-se'n; si actuéssim segons les lleis del Talmud, fins i tot seria legítim.
Aleshores va continuar:
Però no! - No hem de pensar ni en una cosa així,... perquè som cristians, - Cristians, tan odiats pels jueus! Fins i tot hem d'oblidar la venjança - sine qua non passió d'un bon xochet - pels saquejos i els assassinats fets o provocats pels jueus.

 Més que això! hem d'estimar els jueus i fer-los el bé - perquè tenim com a mestre Crist - la font de l'amor etern - que en la seva saviesa divina va dir: Estima els teus enemics,... fes el bé als qui t'odien.
Nichifor Crainic, el principal ideòleg de l'ortodoxisme, va retre homenatge a Paulescu, anomenant-lo "el fundador del nacionalisme cristià" i "el més complet i més normatiu eminent doctrinari del nostre nacionalisme".: 146–58 

Tricolor amb una esvàstica - l'estàndard de la bandera del "Partit Nacional Cristià" de Paulescu

Va ser soci de l'ultranacionalista, el professor AC Cuza, i va escriure molt per al diari d'aquest últim, Apărarea Națională ('La Defensa Nacional'). Paulescu va influir en Cuza per incorporar la religió a la seva doctrina. També va influir molt en el líder de l'organització feixista de la Guàrdia de Ferro, Corneliu Zelea Codreanu. Codreanu va citar àmpliament a Paulescu i va reconèixer el poderós impacte que les idees de Paulescu van tenir en el seu propi desenvolupament. Paulescu va ser el primer a vincular l'antisemitisme romanès, el cristianisme i l'ultranacionalisme. El 1922, Paulescu va cofundar la "Unió Nacional Cristiana" (que va evolucionar cap a LANC el 1923), juntament amb AC Cuza. Aquell mateix any, l'NCU va adoptar l'esvàstica com a símbol oficial.
A "Degenerarea rasei jidănești" (1928) (trad. "Degeneració de la raça jueva", utilitzant un insult racista), Paulescu afirma que els jueus són degenerats perquè els seus cervells pesen molt menys que els "aris". Destaca pel seu baix pes cerebral els premis Nobel Anatole France (no jueu), Albert Einstein i Henri Bergson.
El seu punt de partida va ser una teoria de les passions i dels conflictes socials examinada des de l'angle d'una disciplina que va anomenar "fisiologia filosòfica". Ho va il·lustrar, principalment, el comportament dels jueus, que representaven el cas extrem d'una raça governada per dues passions essencials: els instints de dominació i de propietat.: 28 
Arran de les protestes de diverses organitzacions jueves, la inauguració del bust del professor Paulescu a l' Hospital Estatal Hôtel-Dieu de París, prevista per al 27 d'agost de 2003, va haver de ser cancel·lada.

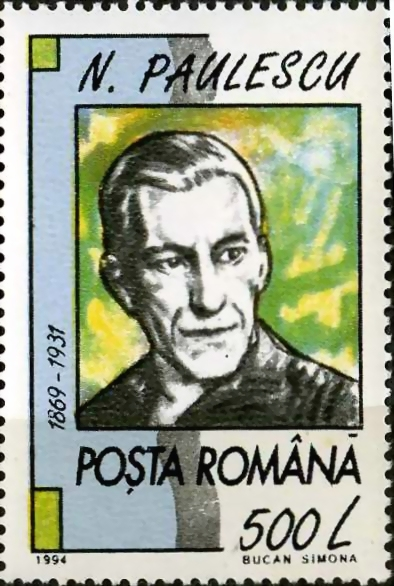
Un segell en honor a Paulescu

" Si el Comitè Nobel l'any 1923 va jutjar tota la persona del seu premiat, l' Hôtel Dieu de 2003 no ha de fer menys i concloure que la brutal inhumanitat de Paulescu anul·la qualsevol mèrit científic " (Carta del Centre Simon Wiesenthal al ministre de Salut francès, Jean-François Mattéi), i l'ambaixador de Romania a París).
Nicolae Cajal, membre jueu romanès de l'Acadèmia Romanesa de Ciències i president de la Federació de les Comunitats Jueves de Romania entre 1994 i 2004, va defensar el reconeixement del treball científic de Paulescu, dient que cal distingir entre les opinions privades dels individus i la seva mèrit científic i que el seu pare, el doctor Marcu Cajal, estudiant de Paulescu, havia admirat Paulescu per les seves habilitats científiques tot i que no estava d'acord (com a jueu) amb les opinions antisemites de Paulescu.

## Honors
Paulescu va morir el 1931 a Bucarest. Està enterrat al cementiri de Bellu.
El 1990, va ser elegit pòstumament membre de l'Acadèmia Romanesa.
El 1993, l'Institut de Diabetis, Nutrició i Malalties Metabòliques de Bucarest va ser nomenat en el seu honor (Institutul de Diabet, Nutriţie şi Boli Metabolice "NC Paulescu"). L'institut va ser rebatejat el 3 de març de 1993, pel Decret del Ministeri de Sanitat núm. 273, a iniciativa del Prof. Dr. Iulian Mincu.
El 27 de juny de 1993, a Cluj-Napoca, es va dedicar un segell de correus en honor de Paulescu com a part de la celebració del Dia Mundial contra la Diabetis. Paulescu també va ser homenatjat en un segell de correus emès per Romania el 1994. El segell és un d'un conjunt de set segells en honor a romanesos famosos.